# Manor of Northstead
De Manor of Northstead is een landgoed in het noorden van het graafschap Yorkshire in Engeland.
Het landhuis (Manor) bestaat niet meer. De Northstead Manor Gardens zijn sinds 1912 onderdeel van Peasholm Park, een openbaar park in Scarborough. In het park bevindt zich onder meer een openluchttheater en er rijdt een miniatuurtreintje voor toeristen.

## Crown Steward and Bailiff
In de politiek van het Verenigd Koninkrijk wordt de functie Crown Steward and Bailiff of the Manor of Northstead als sinecure toegekend aan leden van het parlement die afstand willen doen van hun zetel. Volgens een parlementaire resolutie uit 1624 is het voor leden van het Britse Lagerhuis niet mogelijk om hun zetel zelf op te geven. De aanleiding hiervoor was dat veel parlementsleden hun functie met tegenzin bekleedden. Om toch een uitweg te bieden, wordt gebruikgemaakt van de regel dat iemand die een zetel in het Lagerhuis bekleedt, niet tegelijkertijd in dienst kan zijn van de Kroon (letterlijk: an office of profit under the Crown). Deze onverenigbaarheid werd ingevoerd in het begin van de 18de eeuw, omdat men ervan uitging dat de plicht van een parlementslid om de Kroon te controleren niet te verzoenen was met de uitoefening van een ambt waarvoor men door diezelfde Kroon werd vergoed.
Het is in de Britse politiek de gewoonte dat een parlementslid dat zijn zetel wil afstaan, bij de Chancellor of the Exchequer zo'n functie aanvraagt. Als die wordt toegekend, vervalt automatisch het lidmaatschap van het Lagerhuis. In de loop der jaren zijn hiervoor diverse functies gebruikt. Tegenwoordig zijn dat alleen nog Crown Steward and Bailiff of the Chiltern Hundreds en Crown Steward and Bailiff of the Manor of Northstead.
De functie van Crown Steward and Bailiff of the Manor of Northstead wordt niet betaald en voor de uitoefening ervan hoeven geen prestaties te worden geleverd. Er is ook geen vastgelegde ambtstermijn: zodra een parlementslid wordt aangesteld, neemt hij of zij de functie over van de vorige bekleder. Zo werden op 17 december 1985 niet minder dan zeven leden van het Lagerhuis opeenvolgend en op dezelfde dag benoemd. Het ging om Noord-Ierse parlementsleden van Unionistische (protestantse) partijen die ontslag namen uit protest tegen het kort voordien afgesloten Anglo-Ierse akkoord. In totaal namen die dag vijftien leden van het Lagerhuis ontslag; de acht anderen werden aangesteld tot de Chiltern Hundreds.
De Crown Steward and Bailiff of the Manor of Northstead is sinds 4 november 2019 John Bercow, nadat hij zijn parlementszetel als Speaker van het Britse Lagerhuis op 31 oktober 2019 opgaf in de nasleep van de Brexit-debatten. Tot zijn recente voorgangers met deze procedurele functie behoorde de vroegere premier David Cameron, die op 12 september 2016 het Lagerhuis verliet.